# Sergentomyia horridula
Sergentomyia horridula är en tvåvingeart som beskrevs av Vattier-bernard och Trouillet 1982. Sergentomyia horridula ingår i släktet Sergentomyia och familjen fjärilsmyggor. Inga underarter finns listade i Catalogue of Life.